# Liste der Gemeinden im Landkreis Würzburg

Karte des Landkreises Würzburg

Die Liste der Gemeinden im Landkreis Würzburg gibt einen Überblick über die Verwaltungseinheiten des Landkreises. Es gibt 52 politische Gemeinden, von denen 22 eine eigene Verwaltung haben, und 11 Verwaltungsgemeinschaften.

## Legende
- Verwaltungseinheit: Name der Gemeinde und Angabe der Gemeindeart: Gemeinde (–), Markt (M), Stadt (St), Große Kreisstadt (GKSt) oder Name der Verwaltungsgemeinschaft. Einheitsgemeinden wie auch Verwaltungsgemeinschaften sind fett gedruckt
- Wappen: Wappen der Gemeinde
- GT: Gemeindeteile der Gemeinde. Der Wiki-Link ist mit der Gemeindegliederung der jeweiligen Gemeinde verknüpft.
- VG: Zeigt ggf. an, ob eine Gemeinde zu einer Verwaltungsgemeinschaft gehört
- Karte: Zeigt die Lage der Gemeinde im Landkreis
- Fläche: Fläche der Stadt beziehungsweise Gemeinde, angegeben in Quadratkilometer
- Einwohner: Zahl der Menschen, die in der Gemeinde beziehungsweise Stadt leben (Stand: 31. Dezember 2023[1])
- EW-Dichte: Angegeben ist die Einwohnerdichte, gerechnet auf die Fläche der Verwaltungseinheit, angegeben in Einwohner pro km2 (Stand: 31. Dezember 2023[2])
- Statistik: Link zur kommunalen Statistik des Bayerischen Landesamts für Statistik
- Website: Website der Gemeinde bzw. der Verwaltungsgemeinschaft

## Gemeinden
| Verwaltungseinheit       | Wappen                                    | GT | VG              | Karte                                                                  | Fläche in km² | Einwohner     | Einwohner je km² | Statistik | Website |
| ------------------------ | ----------------------------------------- | -- | --------------- | ---------------------------------------------------------------------- | ------------- | ------------- | ---------------- | --------- | ------- |
| Landkreis Würzburg       | Wappen des Landkreises Würzburg           |    |                 | Der Landkreis Würzburg                                                 | 968,40        | 165921        | 171              | [ 3 ]     | [ 4 ]   |
| Aub, VG                  |                                           |    | Aub             | Lage der Verwaltungsgemeinschaft Aub im Landkreis Würzburg             | 52,09 (5.4 %) | 3097 (1.9 %)  | 59               |           |         |
| Bergtheim, VG            |                                           |    | Bergtheim       | Lage der Verwaltungsgemeinschaft Bergtheim im Landkreis Würzburg       | 35,13 (3.6 %) | 5025 (3 %)    | 143              |           | [ 5 ]   |
| Eibelstadt, VG           |                                           |    | Eibelstadt      | Lage der Verwaltungsgemeinschaft Eibelstadt im Landkreis Würzburg      | 33,56 (3.5 %) | 7756 (4.7 %)  | 231              |           | [ 6 ]   |
| Estenfeld, VG            |                                           |    | Estenfeld       | Lage der Verwaltungsgemeinschaft Estenfeld im Landkreis Würzburg       | 49,71 (5.1 %) | 8023 (4.8 %)  | 161              |           |         |
| Giebelstadt, VG          |                                           |    | Giebelstadt     | Lage der Verwaltungsgemeinschaft Giebelstadt im Landkreis Würzburg     | 84,31 (8.7 %) | 7022 (4.2 %)  | 83               |           |         |
| Helmstadt, VG            |                                           |    | Helmstadt       | Lage der Verwaltungsgemeinschaft Helmstadt im Landkreis Würzburg       | 65,19 (6.7 %) | 7095 (4.3 %)  | 109              |           | [ 7 ]   |
| Hettstadt, VG            |                                           |    | Hettstadt       | Lage der Verwaltungsgemeinschaft Hettstadt im Landkreis Würzburg       | 31,59 (3.3 %) | 5223 (3.1 %)  | 165              |           | [ 8 ]   |
| Kirchheim, VG            |                                           |    | Kirchheim       | Lage der Verwaltungsgemeinschaft Kirchheim im Landkreis Würzburg       | 29,37 (3 %)   | 3670 (2.2 %)  | 125              |           |         |
| Kist, VG                 |                                           |    | Kist            | Lage der Verwaltungsgemeinschaft Kist im Landkreis Würzburg            | 27,94 (2.9 %) | 4774 (2.9 %)  | 171              |           |         |
| Margetshöchheim, VG      |                                           |    | Margetshöchheim | Lage der Verwaltungsgemeinschaft Margetshöchheim im Landkreis Würzburg | 10,68 (1.1 %) | 4984 (3 %)    | 467              |           |         |
| Röttingen, VG            |                                           |    | Röttingen       | Lage der Verwaltungsgemeinschaft Röttingen im Landkreis Würzburg       | 74,57 (7.7 %) | 4079 (2.5 %)  | 55               |           |         |
| Altertheim               | Wappen der Gemeinde Altertheim            | 3  | Kist            | Lage der Gemeinde Altertheim im Landkreis Würzburg                     | 24,07 (2.5 %) | 2046 (1.2 %)  | 85               | [ 9 ]     | [ 10 ]  |
| Aub, St                  | Wappen der Gemeinde Aub                   | 7  | Aub             | Lage der Gemeinde Aub im Landkreis Würzburg                            | 17,54 (1.8 %) | 1398 (0.8 %)  | 80               | [ 11 ]    | [ 12 ]  |
| Bergtheim                | Wappen der Gemeinde Bergtheim             | 3  | Bergtheim       | Lage der Gemeinde Bergtheim im Landkreis Würzburg                      | 26,48 (2.7 %) | 3890 (2.3 %)  | 147              | [ 13 ]    | [ 14 ]  |
| Bieberehren              | Wappen der Gemeinde Bieberehren           | 5  | Röttingen       | Lage der Gemeinde Bieberehren im Landkreis Würzburg                    | 14,82 (1.5 %) | 877 (0.5 %)   | 59               | [ 15 ]    | [ 16 ]  |
| Bütthard, M              | Wappen der Gemeinde Bütthard              | 7  | Giebelstadt     | Lage der Gemeinde Bütthard im Landkreis Würzburg                       | 36,26 (3.7 %) | 1279 (0.8 %)  | 35               | [ 17 ]    | [ 18 ]  |
| Eibelstadt, St           | Wappen der Gemeinde Eibelstadt            | 2  | Eibelstadt      | Lage der Gemeinde Eibelstadt im Landkreis Würzburg                     | 7,06 (0.7 %)  | 3135 (1.9 %)  | 444              | [ 19 ]    | [ 20 ]  |
| Eisenheim, M             | Wappen der Gemeinde Eisenheim             | 4  | Estenfeld       | Lage der Gemeinde Eisenheim im Landkreis Würzburg                      | 11,55 (1.2 %) | 1388 (0.8 %)  | 120              | [ 21 ]    | [ 22 ]  |
| Eisingen                 | Wappen der Gemeinde Eisingen              | 2  |                 | Lage der Gemeinde Eisingen im Landkreis Würzburg                       | 5,32 (0.5 %)  | 3455 (2.1 %)  | 649              | [ 23 ]    | [ 24 ]  |
| Erlabrunn                | Wappen der Gemeinde Erlabrunn             | 1  | Margetshöchheim | Lage der Gemeinde Erlabrunn im Landkreis Würzburg                      | 4,01 (0.4 %)  | 1825 (1.1 %)  | 455              | [ 25 ]    | [ 26 ]  |
| Estenfeld                | Wappen der Gemeinde Estenfeld             | 3  | Estenfeld       | Lage der Gemeinde Estenfeld im Landkreis Würzburg                      | 18,12 (1.9 %) | 5458 (3.3 %)  | 301              | [ 27 ]    | [ 28 ]  |
| Frickenhausen am Main, M | Wappen der Gemeinde Frickenhausen am Main | 2  | Eibelstadt      | Lage der Gemeinde Frickenhausen am Main im Landkreis Würzburg          | 10,55 (1.1 %) | 1231 (0.7 %)  | 117              | [ 29 ]    | [ 30 ]  |
| Gaukönigshofen           | Wappen der Gemeinde Gaukönigshofen        | 6  |                 | Lage der Gemeinde Gaukönigshofen im Landkreis Würzburg                 | 31,99 (3.3 %) | 2611 (1.6 %)  | 82               | [ 31 ]    | [ 32 ]  |
| Gelchsheim, M            | Wappen der Gemeinde Gelchsheim            | 3  | Aub             | Lage der Gemeinde Gelchsheim im Landkreis Würzburg                     | 15,75 (1.6 %) | 820 (0.5 %)   | 52               | [ 33 ]    | [ 34 ]  |
| Gerbrunn                 | Wappen der Gemeinde Gerbrunn              | 2  |                 | Lage der Gemeinde Gerbrunn im Landkreis Würzburg                       | 4,58 (0.5 %)  | 6640 (4 %)    | 1450             | [ 35 ]    | [ 36 ]  |
| Geroldshausen            | Wappen der Gemeinde Geroldshausen         | 2  | Kirchheim       | Lage der Gemeinde Geroldshausen im Landkreis Würzburg                  | 10,39 (1.1 %) | 1369 (0.8 %)  | 132              | [ 37 ]    | [ 38 ]  |
| Giebelstadt, M           | Wappen der Gemeinde Giebelstadt           | 10 | Giebelstadt     | Lage der Gemeinde Giebelstadt im Landkreis Würzburg                    | 48,05 (5 %)   | 5743 (3.5 %)  | 120              | [ 39 ]    | [ 40 ]  |
| Greußenheim              | Wappen der Gemeinde Greußenheim           | 3  | Hettstadt       | Lage der Gemeinde Greußenheim im Landkreis Würzburg                    | 17,67 (1.8 %) | 1624 (1 %)    | 92               | [ 41 ]    | [ 42 ]  |
| Güntersleben             | Wappen der Gemeinde Güntersleben          | 1  |                 | Lage der Gemeinde Güntersleben im Landkreis Würzburg                   | 16,05 (1.7 %) | 4567 (2.8 %)  | 285              | [ 43 ]    | [ 44 ]  |
| Hausen bei Würzburg      | Wappen der Gemeinde Hausen bei Würzburg   | 7  |                 | Lage der Gemeinde Hausen bei Würzburg im Landkreis Würzburg            | 21,98 (2.3 %) | 2535 (1.5 %)  | 115              | [ 45 ]    | [ 46 ]  |
| Helmstadt, M             | Wappen der Gemeinde Helmstadt             | 2  | Helmstadt       | Lage der Gemeinde Helmstadt im Landkreis Würzburg                      | 22,80 (2.4 %) | 2682 (1.6 %)  | 118              | [ 47 ]    | [ 48 ]  |
| Hettstadt                | Wappen der Gemeinde Hettstadt             | 2  | Hettstadt       | Lage der Gemeinde Hettstadt im Landkreis Würzburg                      | 13,92 (1.4 %) | 3599 (2.2 %)  | 259              | [ 49 ]    | [ 50 ]  |
| Höchberg, M              | Wappen der Gemeinde Höchberg              | 1  |                 | Lage der Gemeinde Höchberg im Landkreis Würzburg                       | 7,55 (0.8 %)  | 9601 (5.8 %)  | 1272             | [ 51 ]    | [ 52 ]  |
| Holzkirchen              | Wappen der Gemeinde Holzkirchen           | 2  | Helmstadt       | Lage der Gemeinde Holzkirchen im Landkreis Würzburg                    | 8,42 (0.9 %)  | 959 (0.6 %)   | 114              | [ 53 ]    | [ 54 ]  |
| Kirchheim                | Wappen der Gemeinde Kirchheim             | 7  | Kirchheim       | Lage der Gemeinde Kirchheim im Landkreis Würzburg                      | 18,98 (2 %)   | 2301 (1.4 %)  | 121              | [ 55 ]    | [ 56 ]  |
| Kist                     | Wappen der Gemeinde Kist                  | 2  | Kist            | Lage der Gemeinde Kist im Landkreis Würzburg                           | 3,87 (0.4 %)  | 2728 (1.6 %)  | 705              | [ 57 ]    | [ 58 ]  |
| Kleinrinderfeld          | Wappen der Gemeinde Kleinrinderfeld       | 3  |                 | Lage der Gemeinde Kleinrinderfeld im Landkreis Würzburg                | 7,74 (0.8 %)  | 2073 (1.2 %)  | 268              | [ 59 ]    | [ 60 ]  |
| Kürnach                  | Wappen der Gemeinde Kürnach               | 4  |                 | Lage der Gemeinde Kürnach im Landkreis Würzburg                        | 12,28 (1.3 %) | 4916 (3 %)    | 400              | [ 61 ]    | [ 62 ]  |
| Leinach                  | Wappen der Gemeinde Leinach               | 2  |                 | Lage der Gemeinde Leinach im Landkreis Würzburg                        | 28,02 (2.9 %) | 3221 (1.9 %)  | 115              | [ 63 ]    | [ 64 ]  |
| Margetshöchheim          | Wappen der Gemeinde Margetshöchheim       | 1  | Margetshöchheim | Lage der Gemeinde Margetshöchheim im Landkreis Würzburg                | 6,67 (0.7 %)  | 3159 (1.9 %)  | 474              | [ 65 ]    | [ 66 ]  |
| Neubrunn, M              | Wappen der Gemeinde Neubrunn              | 2  |                 | Lage der Gemeinde Neubrunn im Landkreis Würzburg                       | 26,55 (2.7 %) | 2332 (1.4 %)  | 88               | [ 67 ]    | [ 68 ]  |
| Oberpleichfeld           | Wappen der Gemeinde Oberpleichfeld        | 1  | Bergtheim       | Lage der Gemeinde Oberpleichfeld im Landkreis Würzburg                 | 8,65 (0.9 %)  | 1135 (0.7 %)  | 131              | [ 69 ]    | [ 70 ]  |
| Ochsenfurt, St           | Wappen der Gemeinde Ochsenfurt            | 16 |                 | Lage der Gemeinde Ochsenfurt im Landkreis Würzburg                     | 63,57 (6.6 %) | 11434 (6.9 %) | 180              | [ 71 ]    | [ 72 ]  |
| Prosselsheim             | Wappen der Gemeinde Prosselsheim          | 4  | Estenfeld       | Lage der Gemeinde Prosselsheim im Landkreis Würzburg                   | 20,04 (2.1 %) | 1177 (0.7 %)  | 59               | [ 73 ]    | [ 74 ]  |
| Randersacker, M          | Wappen der Gemeinde Randersacker          | 2  |                 | Lage der Gemeinde Randersacker im Landkreis Würzburg                   | 16,26 (1.7 %) | 3489 (2.1 %)  | 215              | [ 75 ]    | [ 76 ]  |
| Reichenberg, M           | Wappen der Gemeinde Reichenberg           | 7  |                 | Lage der Gemeinde Reichenberg im Landkreis Würzburg                    | 34,79 (3.6 %) | 4228 (2.5 %)  | 122              | [ 77 ]    | [ 78 ]  |
| Remlingen, M             | Wappen der Gemeinde Remlingen             | 2  | Helmstadt       | Lage der Gemeinde Remlingen im Landkreis Würzburg                      | 20,44 (2.1 %) | 1521 (0.9 %)  | 74               | [ 79 ]    | [ 80 ]  |
| Riedenheim               | Wappen der Gemeinde Riedenheim            | 4  | Röttingen       | Lage der Gemeinde Riedenheim im Landkreis Würzburg                     | 12,81 (1.3 %) | 715 (0.4 %)   | 56               | [ 81 ]    | [ 82 ]  |
| Rimpar, M                | Wappen der Gemeinde Rimpar                | 5  |                 | Lage der Gemeinde Rimpar im Landkreis Würzburg                         | 36,41 (3.8 %) | 7857 (4.7 %)  | 216              | [ 83 ]    | [ 84 ]  |
| Rottendorf               | Wappen der Gemeinde Rottendorf            | 3  |                 | Lage der Gemeinde Rottendorf im Landkreis Würzburg                     | 14,83 (1.5 %) | 5496 (3.3 %)  | 371              | [ 85 ]    | [ 86 ]  |
| Röttingen, St            | Wappen der Gemeinde Röttingen             | 4  | Röttingen       | Lage der Gemeinde Röttingen im Landkreis Würzburg                      | 27,20 (2.8 %) | 1673 (1 %)    | 62               | [ 87 ]    | [ 88 ]  |
| Sommerhausen, M          | Wappen der Gemeinde Sommerhausen          | 1  | Eibelstadt      | Lage der Gemeinde Sommerhausen im Landkreis Würzburg                   | 7,22 (0.7 %)  | 1957 (1.2 %)  | 271              | [ 89 ]    | [ 90 ]  |
| Sonderhofen              | Wappen der Gemeinde Sonderhofen           | 5  | Aub             | Lage der Gemeinde Sonderhofen im Landkreis Würzburg                    | 18,80 (1.9 %) | 879 (0.5 %)   | 47               | [ 91 ]    | [ 92 ]  |
| Tauberrettersheim        | Wappen der Gemeinde Tauberrettersheim     | 1  | Röttingen       | Lage der Gemeinde Tauberrettersheim im Landkreis Würzburg              | 8,56 (0.9 %)  | 814 (0.5 %)   | 95               | [ 93 ]    | [ 94 ]  |
| Theilheim                | Wappen der Gemeinde Theilheim             | 1  |                 | Lage der Gemeinde Theilheim im Landkreis Würzburg                      | 9,69 (1 %)    | 2452 (1.5 %)  | 253              | [ 95 ]    | [ 96 ]  |
| Thüngersheim             | Wappen der Gemeinde Thüngersheim          | 1  |                 | Lage der Gemeinde Thüngersheim im Landkreis Würzburg                   | 11,06 (1.1 %) | 2716 (1.6 %)  | 246              | [ 97 ]    | [ 98 ]  |
| Uettingen                | Wappen der Gemeinde Uettingen             | 1  | Helmstadt       | Lage der Gemeinde Uettingen im Landkreis Würzburg                      | 13,53 (1.4 %) | 1933 (1.2 %)  | 143              | [ 99 ]    | [ 100 ] |
| Unterpleichfeld          | Wappen der Gemeinde Unterpleichfeld       | 6  |                 | Lage der Gemeinde Unterpleichfeld im Landkreis Würzburg                | 23,93 (2.5 %) | 3243 (2 %)    | 136              | [ 101 ]   | [ 102 ] |
| Veitshöchheim            | Wappen der Gemeinde Veitshöchheim         | 2  |                 | Lage der Gemeinde Veitshöchheim im Landkreis Würzburg                  | 10,76 (1.1 %) | 9840 (5.9 %)  | 914              | [ 103 ]   | [ 104 ] |
| Waldbrunn                | Wappen der Gemeinde Waldbrunn             | 1  |                 | Lage der Gemeinde Waldbrunn im Landkreis Würzburg                      | 6,62 (0.7 %)  | 2919 (1.8 %)  | 441              | [ 105 ]   | [ 106 ] |
| Waldbüttelbrunn          | Wappen der Gemeinde Waldbüttelbrunn       | 3  |                 | Lage der Gemeinde Waldbüttelbrunn im Landkreis Würzburg                | 19,16 (2 %)   | 5065 (3.1 %)  | 264              | [ 107 ]   | [ 108 ] |
| Winterhausen, M          | Wappen der Gemeinde Winterhausen          | 1  | Eibelstadt      | Lage der Gemeinde Winterhausen im Landkreis Würzburg                   | 8,73 (0.9 %)  | 1433 (0.9 %)  | 164              | [ 109 ]   | [ 110 ] |
| Zell am Main, M          | Wappen der Gemeinde Zell am Main          | 2  |                 | Lage der Gemeinde Zell am Main im Landkreis Würzburg                   | 9,96 (1 %)    | 4483 (2.7 %)  | 450              | [ 111 ]   | [ 112 ] |